# Hunts Point (Washington)
Pour le quartier de la ville de New York, voir Hunts Point.
La ville de Hunts Point est située dans le comté de King, dans l’État de Washington, aux États-Unis. Sa population s’élevait à 394 habitants lors du recensement de 2010, estimée à 434 habitants en 2017.
Le milliardaire Steve Ballmer y habite. Jeff Bezos y habitait avant de s'installer dans la ville voisine de Medina.

## Source
- (en) Cet article est partiellement ou en totalité issu de l’article de Wikipédia en anglais intitulé « Hunts Point, Washington » (voir la liste des auteurs).

1. ↑  « Population and Housing Unit Estimates » (consulté le 24 mars 2018)
2. ↑  Bureau du recensement des États-Unis, « Census of Population and Housing » [archive du 26 avril 2015] (consulté le 31 juillet 2013)
3. ↑  « Population Estimates » [archive du 19 octobre 2016], Bureau du recensement des États-Unis (consulté le 12 juillet 2016)